# Víctor Mendoza
Víctor Eduardo Mendoza Cevallos (né le 24 août 1961 à Portoviejo en Équateur) est un joueur de football international équatorien, qui évoluait au poste de gardien de but.

## Biographie

### Carrière en sélection
Avec l'équipe d'Équateur, il joue 4 matchs (pour aucun but inscrit) entre 1989 et 1993. 
Il figure notamment dans le groupe des sélectionnés lors des Copa América de 1989 et de 1993.

## Palmarès
Barcelona
- Championnat d'Équateur (6) :
  - Champion : 1985, 1987, 1989, 1991, 1995 et 1997.